# Kung Fu Tea
O Kung Fu Tea (língua chinesa: 功夫茶; pinyin: Gōngfūchá) é uma franquia americana de chá de bolhas com sede na cidade de Nova Iorque. A empresa foi fundada em 2010.
Em 2021, o Kung Fu Tea foi registrado entre as 500 principais cadeias de restaurantes do Nation's Restaurant News.

## Parcerias
O Kung Fu Tea fez parceria com a Funimation para distribuir bebidas baseadas no anime Fruits Basket. Eles também fizeram parceria com vários videogames e empresas de videogame, incluindo a Nintendo, o jogo Honkai Impact 3rd da miHoYo, Pokémon Go em maio de 2023 e Pikmin 4 em julho de 2023. Eles também colaboraram com a Spirit Halloween em outubro de 2023, e com a empresa de roupas Opening Ceremony.
Em 30 de novembro de 2018, a empresa fez uma parceria com a cadeia de restaurantes TKK Fried Chicken, sediada em Taiwan, para abrir locais colaborativos nos Estados Unidos.